# Emboscada de Anco (2018)
La emboscada de Anco fue un enfrentamiento bélico desarrollado la tarde del jueves 7 de junio de 2018 en el distrito peruano de Anco dentro del marco de la insurgencia narcoterrorista en el Vraem, el lugar específico fue en la zona de Huajoto.
El ataque se produjo cuando un convoy de la Policía Nacional del Perú fue acribillado por miembros narcoterroristas de la organización comunista Sendero Luminoso, dejando como saldo cuatro policías muertos, un segundo convoy policial que fue al rescate de los heridos también fue acribillado por los insurgentes provocando un combate sin víctimas mortales de ningún bando.

## Contexto
Los acontecimientos tuvieron lugar a las 5:30 p. m. en un área aledaña al Valle de los ríos Apurímac, Ene y Mantaro (VRAEM) conocido como Huajoto. Según reportes policiales Huajoto ya había sido pacificado y purgado de remanentes narcoterroristas. El convoy policial se encontraba realizando su rutina diaria de vigilancia a los pueblos del distrito de Anco, cuando un grupo de número desconocido de subversivos salieron de los matorrales que se encuentran alrededor de la trocha de Huajoto y lanzaron explosivos hacia el vehículo del Estado, provocando la muerte instantánea de los tripulantes.
Otro convoy de la comisaría de Anco, alertado por la desaparición del primer convoy, fue enviados a rescate hacia Huajoto, lugar donde se tuvo la última comunicación con el primer vehículo. Al percatarse de los hechos ocurridos intentaron rescatar los cuerpos, lo que provocó que los subversivos que aún se encontraban en el lugar atacaran a los oficiales, que respondieron rápidamente al ataque, desenvolviéndose en un conflicto que no dejó víctimas. En el cambio de disparos el segundo convoy logró rescatar los cuerpos de los policías muertos.
Después del ataque, en los alrededores de Huajoto se encontraron mensajes a favor de los terroristas comunistas, como «¡Viva la revolución peruana!»

### Víctimas
Del primer convoy, ninguno de los tripulantes logró sobrevivir al ataque, y se desconoce el daño causado a los atacantes. Los miembros del segundo convoy no sufrieron baja alguna. Las víctimas fueron:
- Adolfo Edu Casas Llanco
- Felimón Manuelo Landeo
- Humberto Matenzio Gutiérrez
- Marco Antonio Cisneros Candia

Los restos mortales de Matenzio Gutiérrez y Cisneros Candia fueron transportados a su ciudad natal de Lima, donde fueron recibidos por el presidente de la República Martín Vizcarra y el presidente del Congreso de la República Luis Galarreta. El mandatario destacó la «heroicidad» de los difuntos, mientras que el presidente del Congreso expresó que el ataque «no debe quedar impune».